# Rio Dawa
O rio Dawa é um rio do sudeste da Etiópia. Nasce nas montanhas a leste da cidade de Aleta Wendo, flui para sul e sudeste, percorre parte da fronteira da Etiópia com o Quênia e uma pequena parte da fronteira da Etiópia com a Somália até a cidade de Dolow (região de Gedo, Somália). Na cidade de Dolow, o rio Dawa encontra-se com o Ganale Dorya para formar o rio Juba. Tem cerca de 858 km de extensão.
Tem uma bacia hidrográfica com área de 58.961km2.
O curso do rio é relativamente longo, com declives suaves e leito rochoso. O fundo flui através de um vale que seria classificado como vindo de um ciclo de erosão relativamente jovem. Pesquisas encontraram ouro em todo o curso de Dawa, entre os afluentes Awata e Kojowa. Além disso, outros minerais foram encontrados, tais como titânio, rutilo e ilmenita por geólogos que trabalham para a Texas Africa Exploration Company em 1958.